# Даттельн-Азен
Азен (нем. Ahsen) — один из 22 административных округов города Даттельн, земля Северный Рейн-Вестфалия, Германия. Номер округа — 190. В Даттельне все округа обозначены трёхзначными цифрами от 110 до 310.

## Общая характеристика
Азен, являясь по существу округом-деревней, по численности населения занимает девятое место среди округов Даттельна. Был включен в состав города в 1975 году. Расположен на северо-западе города, на границе с городом Ольфен. С северо-востока Азен омывается водами реки Липпе, а с юго-запада — важным судоходным каналом Везель — Даттельн. Часть территории, представляющая собой охраняемые лесные территории, находится западнее канала и относится к холмистой моренной возвышенности.
Азен расположен на пересечении автомобильных дорог земельного значения: вдоль канала проходит дорога L 609, соединяющая города Хальтерн и Дательн, а от самого Азена на юго-запад в Реклингхаузен через Хард отходит L 889. В сторону Ольфена через реку Липпе уходит дорога районного значения К 9.
Основой экономики Азена служит сельское хозяйство. Небольшая часть жителей работает в лесном хозяйстве и на канале Везель-Даттельн.

## История
История поселения Азен уходит в глубь веков. Предание говорит о том, что здесь в начале IX века располагался имперский двор Карла Великого, в котором была возведена часовня в честь Божией Матери, но официальное свидетельство о ней относится только к 1439 году. В 1193 году поселение называлось Аузен (Ahusen), в 1230 году — Аузин (Ahusin), в 1241 году — Ааузен (Ahausen). Важная паромная переправа через Липпе, соединявшая Мюнстер и Кёльн стала предметом раздоров между этими крупными городами (1275—1276) и спорт решился в пользу Кёльна. Известно, что здесь, на реке Липпе, располагалась крепость Азен, уничтоженная графом фон Марк в 1287 году.
Деревня неоднократно подвергалась сильным пожарам. В 1633, 1641 и 1720 годах, она полность сгорала, включая и церковь. В XVII веке в Азене располагалась важная почтовая станция на пути из Мюнстера в Кёльн. Строительство современной приходской церкви в честь Богоматери относится к периоду сразу после 1720 года, а алтарь и поперечный неф были расширены в 1929 году. Часовня Девы Марии была сооружена в 1938 году (сейчас рядом с ней располагается местная пожарная команда).
В 1817 году в общине проживало 602, а в 1938 году — 829 человек. Современный герб Азена относится к 1949 году.

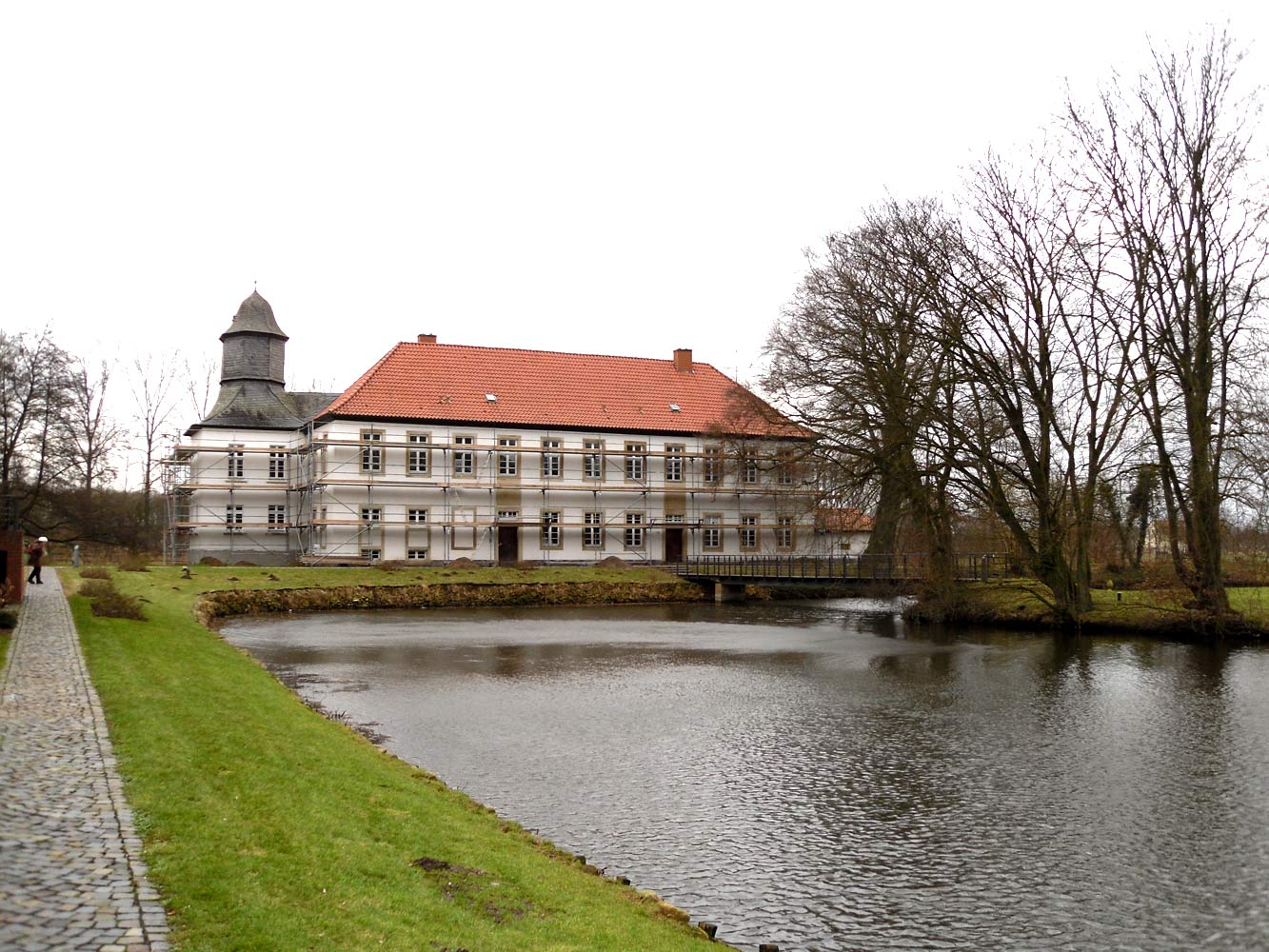
Хаус Фогельзанг

## Туризм и достопримечательности
Район Азена является излюбленным местом отдыха жителей промышленного Рурского региона. Здесь в любое время года можно встретить множество путешествующих, как пешком, так и на велосипедах. По территории округа проложено несколько маркированных туристских маршрутов. Этому способствуют экологически чистая и защищённая природа, малая плотность населения, достаточно разнообразные достопримечательности.
Наиболее интересные достопримечательности Азена:
- Река Липпе с остатками шлюза, работавшего в XIX—XX веках[2].
- Канал «Везель — Даттельн» с двумя шлюзами «Азен» и насосной станцией.
- Холмисто-лесной регион Хард
- Средневековый центр деревни Азен с католической церковью Девы Марии
- Водный замок «Хаус Фогельзанг» («Дом Птичье пение»)

## Примечания

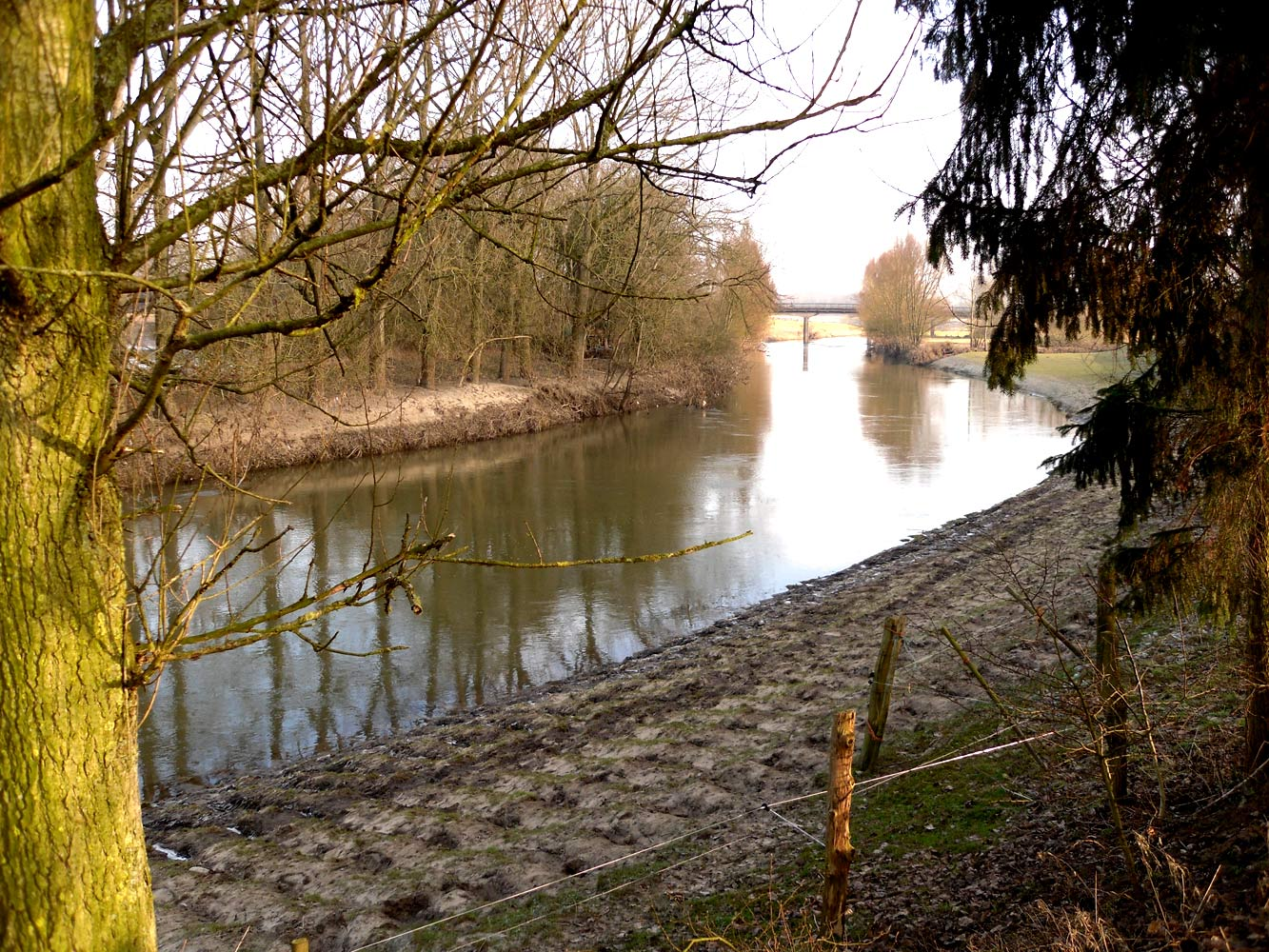
Река Липпе